# حل الخلاف
حل الخلاف، أو تسوية النزاع، هو عملية حل خلافات أو نزاعات بين أطراف مثل بين المواطنين أنفسهم، و بين المواطنين والحكومة وبين الحكومات المختلفة

## الأساليب
أساليب حل المنازعات تشمل:
- الدعاوى القضائية (التقاضي)
- التحكيم
- القانون التعاوني
- الوساطة
- التوفيق
- التفاوض
- التيسير

يمكن من الناحية النظرية شمل العنف أو حتى الحرب كجزء من أطياف حل النزعات. ولكن يرفض ممارسي حل النزاعات لايقبولون بشمل العنف كاسلوب للحل إذ أنها نادرا ما تؤدي نهاية النزاعات بشكل فعال، بل في كثير من الأحيان، تؤدي إلى تصاعد الخلاف.
تعتمد اسا اليب حل المنازعات على اسلوبين رئيسيين:
1. العمليات القضائية، مثل التقاضي أو التحكيم بحيث يقوم قاضي أو هيئة تحكيم يحدد الحل.
2. عمليات التراضي، مثل التعاونية القانون أو الوساطة أو التوفيق أو التفاوض التي تحاول التوصل إلى اتفاق.

لا تنتهي كل المنازعات، حتى تلك التي يتوسط بها المهرة، بحل موفق.
تسوية المنازعات هو من ضروريات نجاح التجارة الدولية، بما في ذلك التفاوض والوساطة والتحكيم والتقاضي.
توفر النظم القانونية حلول لعديد من أنواع النزاعات المختلفة. هناك بعض المتنازعين لن يتوصلوا إلى اتفاق من خلال عملية تعاونية. فبعض المنازعات تحتاج لسلطة قسرية، مثل الدولة، لفرض الحل. الأهم من ذلك، كثير من الناس تبغي مساعدة من قانونيين مهنيين ليأخذوا القرارات المناسبة خاصة إذا كان النزاع ينطوي على أمور قانونية أو حقوقية مثل حالات المخالفات القانونية، أو التهديد باتخاذ إجراءات قانونية ضدهم.
أكثر أشكال حل النزعات القانونية شيوعا هو التقاضي. تبداء عملية التقاضي عندما يقوم طرف ما بدعوى ضد آخر. تسمح الولايات المتحدة التقاضي من خلال الدولة الاتحادية أو المحاكم المحلية. الإجراءات هي رسمية جدا و تحكمها قواعد مثل قواعد الإثبات والإجراءات التي يضعها المجلس التشريعي. يتم أخذ القرار النهائي من قبل قاضي نزيه أو هيئة من المحلفين، على أساس الوقائع والإجابة الأسئلة حول القضية وتطبيق القانون. حكم المحكمة يكون ملزما وليس استشارية. إلا أن لكل الطرفين الحق في استئناف الحكم أمام محكمة أعلى. طبيعة حلول المنازعات القضائية هي طبيعة خصومية، على سبيل المثال، تلك التي تنطوي على عدائية بين الأطراف أو مصالح متعارضة يسعى كل طرف إلى نتيجة الأكثر ملاءمة لموقفهم.
غالبا ما يكون المجكمين والوسطاء من القضاة المتقاعدون أو من المحامين المحتصين. ومع ذلك، يزداد وينتشر عدد المؤهلين والمتخصصين الغير قانونيين لحل المنازعات في مجال تسوية المنازعت الرديفة.

## تسوية المنازعات خارج نطاق القضاء
يستخدم البعض مصطلح تسوية المنازعات ليشير إلى ممارسة تسوية المنازعات الرديفة والتي تعمل خارج نطاق القانون مثل التحكيم التعاوني والوساطة لحل النزاعات بين الأفراد الكيانات التجارية والهيئات الحكومية، و بينالدول. عموما يتم الموافقة على اعتماد الأطراف على استخدام التحكيم الرديف إما قبل أو بعد نشوء النزاع. شهدت التحكيم الرديف زيادة مطردة في الاستخدام بسبب مرونتها وتكاليفها الأقل وسرعة إقرارها مقارنة بالتقاضي التقليدي. ومع ذلك، فقد انتقد البعض هذه الأساليب كلأنها لا تأخذ المظالم إلى المحاكم، مما يستدعي إلى الحل خارج نطاق القضاء مما لا توفر أعدل طريقة للحل. على سبيل المثال النزاع بين المستهلك و المؤسسات الكبرى.

## وصلات خارجية
- مركز اقرار النزاع في جامعة مدينة نيويورك
- المركزالوطني للنزاعات
- مجلس الوساطة الوطني للتدريب
- جمعية ولاية نيويورك لتسوية المنازعات
- شتراوس معهد حل النزاعات في جامعة بيبردين كلية القانون